# Peeping Mom
Peeping Mom (рус. Подглядывающая мамочка) — восемнадцатый эпизод двадцать шестого сезона мультсериала «Симпсоны». Выпущен 19 апреля 2015 года в США на телеканале «FOX».

## Сюжет
По дороге домой Мардж обнаруживает, что часть Спрингфилда разрушена. Шеф Виггам утверждает, что Барт может быть виновником в этом инциденте, который связан с бульдозером. Барт говорит, что он вообще не участвовал в этом инциденте. Это заставляет Мардж следовать за ним повсюду и контролировать каждый его шаг до тех пор, пока он не признается. Однако Барт не в курсе, о чем говорит Мардж. Мардж в конце концов этим сыта по горло и отказывается от своего плана. Затем выяснилось, что Барт действительно был виновником, и он планирует создать новый инцидент, но его совесть в конечном итоге побеждает, и он наконец признает свою вину. Виггам арестовывает его, но позволяет обнять Мардж.
Тем временем Гомер узнает, что у Фландерсов появилась новая собака по имени Баз. Хотя Гомер и не ее владелец, он в конце концов связывается с этой собакой, игнорируя своего Маленького Помощника Санты. Это огорчает Неда Фландерса, и он решает отдать собаку своему соседу, но к большому огорчению своих сыновей. Тем не менее, Гомер советует ему держать ее, так как он будет лучшим хозяином, чем Гомер, который в глазах База является просто еще одной собакой, с которой она может играть.
В конце эпизода показывают нам Маленького Помощника Санты и База, готовящихся к борьбе в стиле Далекого Запада.